# جان هانسون
جان هانسون (John Hanson) (زادهٔ ۱۴ آوریل [۳ آوریل، سبک قدیم] ۱۷۲۱ – درگذشتهٔ ۱۵ نوامبر ۱۷۸۳)، از بنیانگذاران ایالات متحده، تاجر و مقامی دولتی از مریلند در دوران انقلاب آمریکا بود. در سال ۱۷۷۹، هانسون پس از انجام خدمات مختلف برای نهضت میهن‌پرستان در مریلند، به عنوان نماینده در کنگرهٔ قاره‌ای انتخاب شد. پس از تأیید و پیوستن مریلند به دیگر ایالت‌ها، هانسون در سال ۱۷۸۱، نخستین قانون اساسی منعقد میان سیزده ایالت تشکیل‌دهندهٔ آمریکا را امضاء کرد. در نوامبر ۱۷۸۱، پس از تصویب اصول کنفدراسیون، هانسون به عنوان اولین رئیس کنگرهٔ کنفدراسیون (گاهی از آن به رئیس‌جمهور ایالات متحده در نشست کنگره نیز یاد می‌گردد)، انتخاب شد. به همین دلیل، برخی از زندگی‌نامه‌نویسان دربارهٔ هانسون استدلال کرده‌اند که او در واقع اولین دارندهٔ منصب ریاست جمهوری ایالات متحده بوده است.

## اوایل زندگی
هانسون در ۱۴ آوریل ۱۷۲۱ در پورت توباکو پاریش در شهرستان چارلز، ایالت مریلند چشم به جهان گشود. منابع منتشر شده پیش از مطالعات تبارشناسی در سال ۱۹۴۰، گاهی تاریخ تولد او را ۱۳ آوریل یا سال تولدش را ۱۷۱۵ ذکر کرده‌اند. هانسون در مزرعه‌ای به نام «درخت‌زار توت» و در خانواده‌ای ثروتمند و سرشناس متولد شد. والدینش ساموئل (زادهٔ حدود ۱۶۸۵- درگذشتهٔ ۱۷۴۰) و الیزابت (استوری) هانسون (زادهٔ حدود ۱۶۸۸- درگذشتهٔ ۱۷۶۴) بودند. ساموئل هانسون مزرعه‌دار و مالک بیش از ۱۰۰۰ هکتار (۴٫۰ کیلومتر مربع) زمین بود و در پُست‌های سیاسی مختلفی از جمله دو دوره حضور در مجلس شورای ایالتی مریلند خدمت کرد.
پدربزرگ هانسون که او هم جان نام داشت، در حدود سال ۱۶۶۱ به عنوان خدمتکار ملزم به خدمت به شهرستان چارلز، ایالت مریلند آمد. در سال ۱۸۷۶، نویسنده‌ای به نام جورج هانسون، نام هانسون را وارد شجره‌نامهٔ خانوادهٔ سوئدی-آمریکایی خود کرد که از نوادگان چهار برادر سوئدی بود که در سال ۱۶۴۲ به سوئد جدید مهاجرت کرده بودند. این روایت بارها در طول قرن بعدی بازگو شد، اما مطالعات پژوهشی در اواخر قرن بیستم نشان داد که هانسون با این خانوادهٔ سوئدی-آمریکایی مرتبط نبوده‌است.
اطلاعات کمی دربارهٔ سنین جوانی هانسون در دسترس است. او احتمالاً طبق شرایط مرسوم در میان ثروتمندان آن زمان، به‌طور خصوصی آموزش دیده بود. او راه پدرش را به عنوان مزرعه‌دار، برده‌دار و کارمند دولت در پیش گرفت. او غالباً جان هانسون جونیور نامیده می‌شد تا از مرد مسن‌تری با همین نام تشخیص داده شود.

## حرفهٔ سیاسی

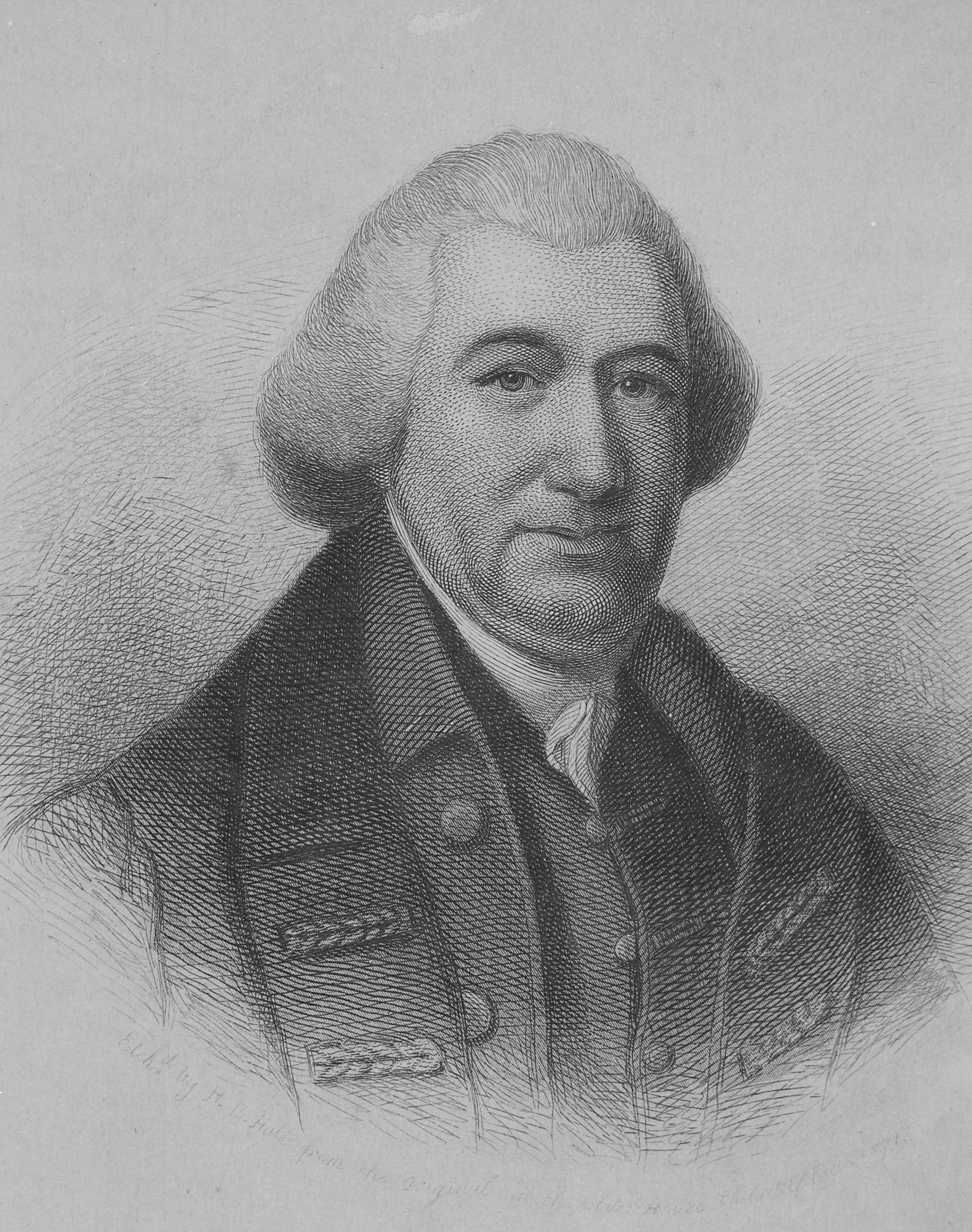
نقاشی از جان هانسون در سال 1871

حرفه هانسون در دولت از زمان انتصاب او به عنوان بخشدار شهرستان چارلز در سال ۱۷۵۰ آغاز شد. در سال ۱۷۵۷، او نمایندهٔ شهرستان چارلز در مجلس عوام شورای ایالتی مریلند شد، جاییکه او به مدت دوازده سال در بسیاری از کمیته‌های مهم حضور داشت. مریلند مستعمره‌ای انحصاری بود و هانسون با حزب «ملی» یا «مردمی» همسو شد که مخالف هرگونه گسترش قدرت فرمانداران مستعمره به ازای آسیب به مجلس عوام منتخب مردمی بود. او یکی از مخالفان اصلی لایحهٔ تمبر ۱۷۶۵ بود و ریاست کمیته‌ای را برعهده داشت که دستورالعمل‌های نمایندگان مریلند برای جلسهٔ لایحهٔ تمبر را تدوین کرد. در اعتراض به لایحهٔ تاونزند، هانسون در سال ۱۷۶۹، یکی از امضاءکنندگان قطعنامهٔ عدم واردات بود که واردات کالاهای انگلیسی را تا زمان لغو این لایحه تحریم کرد.
هانسون در سال ۱۷۶۹، ظاهراً برای پیگیری اهداف تجاری‌اش، خط مشی خود را تغییر داد. او از مجلس شورای ایالتی استعفا داد، زمینش را در شهرستان چارلز فروخت و به شهرستان فردریک در مریلند غربی نقل‌مکان کرد. او در آنجا پُست‌های مختلفی از جمله ارزیاب و نقشه‌بردار، بخشدار و خزانه‌دار بخش را برعهده داشت. در سال ۱۷۷۴، با بحرانی شدن روابط میان بریتانیای کبیر و مستعمرات، هانسون به یکی از میهن‌پرستان برجسته در شهرستان فردریک تبدیل شد. او ریاست یک انجمن شهری را برعهده داشت که در آن قطعنامه‌ای در مخالفت با لایحهٔ بندر بوستون تصویب کرد. در سال ۱۷۷۵، او نماینده در کنگرهٔ مریلند بود، نهادی غیرقانونی که پس از تعطیلی مجلس استعماری تشکیل شد. هانسون به همراه دیگر نمایندگان، در ۲۶ ژوئیه ۱۷۷۵، انجمن آزادگان را امضاء نمود که در آن برای مصالحه با بریتانیای کبیر اظهار امیدواری کرده و در عین حال خواستار مقاومت نظامی در برابر اجرای قوانین سرکوب‌گرایانه بود.
با آغاز جنگ، هانسون ریاست کمیتهٔ نظارت در شهرستان فردریک را برعهده گرفت که این کمیته بخشی از سازمان میهن پرستان بود که کنترل حکومت محلی را برعهده داشت. هانسون که مسئول سربازگیری و تسلیح سربازان بود، ثابت کرد که سازمان‌دهندهٔ ماهری است و شهرستان فردریک اولین نیروهای جنوبی برای پیوستن به ارتش جورج واشینگتن را اعزام کرد. از آنجاییکه منابع مالی اندک بود، هانسون اغلب با پول خود به سربازان و دیگران حقوق می‌داد. در ژوئن ۱۷۷۶، هانسون ریاست جلسهٔ شهرستان فردریک را برعهده داشت که از رهبران ایالتی در آناپولیس خواست تا به نمایندگان مریلند در کنگرهٔ قاره‌ای فرمان دهند تا استقلال خود را از بریتانیای کبیر اعلام کنند. در حالی که کنگره روی اعلامیهٔ استقلال کار می‌کرد، هانسون در شهرستان فردریک به «ساخت چخماق، ذخیرهٔ باروت، نگهبانی از زندانیان، جمع‌آوری پول و نیرو، تعامل با محافظه‌کاران و انجام هزاران کار دیگری مشغول بود که مرتبط با ریاست کمیتهٔ نظارت بود».
هانسون در سال ۱۷۷۷، به عضویت اولین دوره از پنج دورهٔ سالانهٔ مجلس تازه سامان یافتهٔ نمایندگان مریلند درآمد. در دسامبر ۱۷۷۹، مجلس نمایندگان، هانسون را به عنوان نماینده به دومین کنگرهٔ قاره‌ای معرفی و او در ژوئن ۱۷۸۰ در فیلادلفیا شروع به خدمت کرد. «هانسون با این شهرت که سرمایه‌گذار اصلی انقلاب در مریلند غربی بود، به فیلادلفیا آمد و طولی نکشید که عضو چندین کمیتهٔ مرتبط با سرمایه‌گذاری شد».
زمانی که هانسون به عضویت کنگره درآمد، مریلند مانع از تصویب نخستین قانون اساسی آمریکا شد. این ایالت که هیچ ادعایی دربارهٔ اراضی غربی نداشت تا زمانی که دیگر ایالت‌ها از ادعای خود در این باره دست نکشیدند، از تصویب قانون اساسی خودداری کرد. سرانجام زمانی که دیگر ایالت‌ها این کار را انجام دادند، مجلس مریلند در ژانویه ۱۷۸۱ تصمیم به تصویب قانون اساسی گرفت. زمانی که کنگره این خبر را گرفت، هانسون به همراه دانیل کارول به نمایندگی از مریلند در اول مارس ۱۷۸۱، نخستین قانون اساسی آمریکا را امضاء کردند. با تأیید مریلند، این قانون اساسی به‌طور رسمی اجرایی شد. سال‌ها بعد، برخی از زندگی‌نامه‌نویسان دربارهٔ هانسون ادعا کردند که او در مدیریت این مصالحه و در نتیجه تضمین تصویب قانون اساسی، نقشی محوری داشته‌است، اما بنا به اظهار مورخ رالف لورینگ، هیچ مدرک مستندی از نظرات یا اقدامات هانسون در حل این اختلاف وجود ندارد.
در سال ۱۷۸۲، هانسون از سوی کنگرهٔ قاره‌ای، روزی را به‌طور رسمی «روز شکرگزاری» اعلام کرد.

## سال‌های آخر زندگی
هانسون پس از دوره‌ای یک ساله از ریاست در کنگره کناره‌گیری کرد. او زمانی که به دیدن برادرزاده‌اش، توماس هاوکینز هانسون در ملک آکسون هیل در شهرستان پرنس جورج، ایالت مریلند رفته بود، بر اثر بیماری در ۱۵ نوامبر ۱۷۸۳ درگذشت. او در همان‌جا به خاک سپرده شد. هانسون در زمان مرگش حداقل ۲۲۳ جریب زمین و ۱۱ برده داشت.

## زندگی شخصی
در حدود سال ۱۷۴۴، هانسون با جین کانتی (زادهٔ ۱۷۲۸- درگذشتهٔ ۱۸۱۲)، دختر الکساندر کانتی (زادهٔ ۱۶۹۲- درگذشتهٔ ۱۷۴۰) ازدواج کرد. آنها صاحب هشت فرزند شدند، از جمله:
- جین کانتی هانسون (زادهٔ ۱۷۴۷- درگذشتهٔ ۱۷۸۱) که با فیلیپ توماس (زادهٔ ۱۷۴۷- درگذشتهٔ ۱۸۱۵) ازدواج کرد.
- پیتر کانتی هانسون (زادهٔ ۱۷۴۸- درگذشتهٔ ۱۷۷۶) که در زمان جنگ انقلاب آمریکا در نبرد فورت واشینگتن جان باخت. ستوان هانسون به خاطر خدماتش در جنگ، از سوی یکی از نوادگان در قید حیات، شامل نیابت در انجمن سینسیناتی در ایالت مریلند شد.[۱۶][۱۷][۱۸]
- الکساندر کانتی هانسون سنیور (زادهٔ ۱۷۴۹ - درگذشتهٔ ۱۸۰۶) که مقاله‌نویسی سرشناس بود.[۱۹] الکساندر هانسون گاهی با پسرش الکساندر کانتی هانسون جونیور (زادهٔ ۱۷۸۶- درگذشتهٔ ۱۸۱۹) که سردبیر روزنامه و سناتور ایالات متحده شد، اشتباه گرفته می‌شود.

## ارجاعات
1. 1 2 3 4 5 6 7 8 9  Stiverson 2000.
2. ↑  Newman 1970.
3. 1 2 3  Mereness 1932.
4. ↑  Hanson 1876, p. 125.
5. ↑  Levering 1976, p. 113.
6. 1 2 3 4  Papenfuse 1979.
7. 1 2 3  Winquist & Rousselow-Winquist 2006, pp. 24–25.
8. ↑  Hanson 1876, p. 127.
9. ↑  Russel 1988.
10. ↑  Levering 1976, p. 114.
11. ↑  Levering 1976, p. 121.
12. ↑  Levering 1976, p. 122.
13. 1 2  Levering 1976, p. 124.
14. 1 2 3 4 5  Levering 1976, p. 127.
15. ↑  Levering 1976, pp. 126–27.
16. ↑  Metcalf, p. 152.
17. ↑  Steuart, p. 92.
18. ↑  "Officers Represented in the Society of the Cincinnati". The American Revolution Institute of the Society of the Cincinnati. Retrieved 3 April 2021.
19. ↑  Chaney 2000.